# Otus mayottensis
Mocho-d'orelhas-de-maiote ou mocho-de-orelhas-de-maiote (Otus mayottensis) é uma espécie de ave estrigiforme pertencente à família Strigidae.